# Antônio Bartolomeu
Antônio Bartolomeu Barbosa (Amparo do Serra, 23 de fevereiro de 1927 – Ponte Nova, 5 de julho de 2023) foi um empresário, filantropo e político brasileiro. Foi o 23º e 25º prefeito municipal e 4º vice-prefeito de Ponte Nova.  Membro da família Bartolomeu, foi sócio-fundador e presidente do Conselho de Administração da Bartofil Distribuidora, uma das maiores empresas atacadistas do Brasil. É conhecido, também, por sua atuação na reconstrução da cidade após as Enchentes de 1979 e por suas contribuições para o desenvolvimento urbano, econômico e cultural ponte-novense.
Recebeu a Medalha da Ordem do Mérito Legislativo pela Assembleia Legislativa de Minas Gerais em 1987, a Medalha do Mérito Santos-Dumont em 1990 e a Medalha da Inconfidência, a mais alta condecoração de Minas Gerais, em 2010. Em virtude de seus serviços filantrópicos, recebeu o título "Companheiro Paul Harris" da Rotary International em 1997.
Sua biografia foi publicada em novembro de 2016, escrita por Osias Ribeiro Neves. Parte da renda arrecadada com as vendas foi doada para instituições filantrópicas, como a Fundação Menino Jesus, da qual era Patrono.

## Primeiros anos e família
Antônio Bartolomeu Barbosa nasceu em 23 de fevereiro de 1927, na fazenda Fragoso, propriedade de seu avô materno Antônio Alves Barbosa, na localidade de Amparo do Serra, na Zona da Mata mineira. Filho de Francisco "Chiquinho" Bartolomeu Cordeiro e Ludumila Barbosa Bartolomeu, era o primogênito de uma família que viria a ter 12 filhos, dos quais dois faleceram precocemente.
Seus pais haviam se casado em 15 de abril de 1926 e foram viver na fazenda do avô para ajudá-lo nas tarefas diárias. A família posteriormente mudou-se para a fazenda Buracada, uma propriedade de aproximadamente 56 hectares (14 alqueires) adquirida por seu pai a prazo por 10 contos de réis.

## Infância e educação
A infância de Antônio foi típica das crianças do meio rural brasileiro daquela época, dividida entre obrigações domésticas, trabalho na roça e brincadeiras. A situação econômica da família foi afetada pela crise de 1929, quando o preço da arroba de café caiu de 28 mil réis para 5 mil réis.
Iniciou seus estudos em uma escola rural localizada a quatro quilômetros de sua casa, percorrendo diariamente oito quilômetros a pé. Posteriormente, foi transferido para a escola pública de Amparo do Serra.

## Início da carreira profissional
Aos dez anos de idade, por decisão de seu pai, Antônio foi enviado para trabalhar no comércio de seu tio Raimundo Belico Sobrinho, em Amparo do Serra. Sua rotina de trabalho era extenuante, das 7h da manhã às 21h, incluindo domingos.
Aos 15 anos, inscreveu-se em um concurso para o cargo de Contínuo na agência do Banco de Crédito Real de Minas Gerais em Ponte Nova. Apesar de ter se saído bem nos exames, não foi aprovado por não saber datilografia, habilidade obrigatória na época.
Raimundo Belico adquiriu um ponto comercial em Ponte Nova e, para preparar seus empregados para atuar em um comércio mais desenvolvido, arranjou emprego para Antônio na Casa Carcacena, um estabelecimento tradicional da cidade. Mudou-se inicialmente para a casa de sua tia Edith, irmã de sua mãe, e posteriormente para o prédio que Raimundo Belico havia comprado.
Na Casa Carcacena, trabalhava sob a supervisão de Manoel Cortes, que formalmente o tratava por "Sr. Antônio", apesar de ele ter apenas 17 anos. O trabalho era mais organizado e os horários mais controlados que na loja do tio, o que lhe permitiu continuar os estudos à noite na Escola Técnica de Comércio Pontenovense.

## Início da Bartofil
Em 1946, Raimundo Belico decidiu abrir um comércio em Ponte Nova e convidou o pai de Antônio, Francisco "Chiquinho" Bartolomeu, para ser seu sócio, fundando a empresa Belico Bartolomeu Cia. Ltda. A empresa contava com capital de 100 mil cruzeiros, dos quais 20 mil foram investidos por Antônio, fruto de suas economias. Outro acionista foi Francisco Belico, irmão de Raimundo Belico. 
Em 1947, com a ausência de Raimundo Belico nos negócios devido a compromissos na fazenda, a empresa começou a enfrentar dificuldades. Francisco Bartolomeu, não querendo continuar na sociedade, procurou seu irmão mais velho, Miguel Bartolomeu, propondo uma nova parceria.
Miguel aceitou a proposta e, com a entrada de seu filho Gerson Bartolomeu, a empresa foi reestruturada sob a denominação "Miguel Bartolomeu e irmão". Gerson assumiu a liderança e colocou os pagamentos em dia, revitalizando o negócio, enquanto Raimundo Belico saiu da sociedade. 
Posteriormente, Francisco decidiu separar-se amigavelmente da sociedade com o irmão Miguel: a parte de Francisco Bartolomeu e seus filhos tornou-se "Bartofil Distribuidora", enquanto o ramo de Miguel Bartolomeu evoluiu para "Tambasa Atacadistas". Ambas se tornaram empresas de grande relevância no setor atacadista brasileiro.

### Expansão dos negócios
Sob a liderança de Antônio e com participação crescente de seus irmãos, especialmente Darcy, a empresa expandiu rapidamente suas operações no varejo. Em menos de seis anos, abriram oito filiais em diferentes localidades: quatro em Palmeiras, e as outras em Piedade, Urucânia, Oratórios e Amparo do Serra.
Adquiriram a Casa Figueiredo, que passou à denominação de Bazar Popular sob administração de Antônio. Posteriormente, vieram a Casa Estrela, a Preferida e a Casa Tavares. O depósito da empresa, inicialmente no bairro Palmeiras, mudou-se para Avenida Santa Cruz, 9, onde começou a operação do atacado.
Uma mudança significativa na estratégia comercial ocorreu quando, para enfrentar a concorrência de atacadistas mais capitalizados durante o período inflacionário do governo Juscelino Kubitschek, Antônio implementou uma política de preços agressiva. Produtos de grande aceitação eram vendidos com margens de lucro muito pequenas ou mesmo com prejuízo controlado, como forma de atrair clientes.
José Bartholomeu (Zezé), irmão de Antônio, ingressou definitivamente na empresa após desistir dos estudos. Junto com o amigo Maninho Zaidan, iniciou um sistema de vendas porta a porta com um Jeep carregado de mercadorias, percorrendo cidades como São Pedro dos Ferros, Raul Soares e Coronel Fabriciano.
Essa estratégia evoluiu para um sistema de pré-venda: vendedores percorriam a região anotando pedidos dos clientes, que posteriormente eram preparados e entregues sem cobrança de frete, com pagamento à vista. Esse método inovador para a época permitiu que a empresa competisse com atacadistas maiores que vendiam a prazo.

### Consolidação da Bartofil
Com o crescimento contínuo, a empresa adquiriu sua sede própria em 1965. Antônio e sua família passaram a residir no andar superior, o que facilitava sua proximidade com o trabalho.
O negócio estava em plena expansão quando, em 1972, Antônio foi convidado a participar da vida política como candidato a vice-prefeito. Sua entrada na política marcou uma nova fase para a empresa familiar, que passou a ser gerida mais diretamente pelos irmãos mais novos na sua ausência.

## Primeiros passos na política
A entrada de Antônio Bartolomeu na política formal foi precedida por anos de atuação em causas sociais e comunitárias em Ponte Nova. Participava ativamente da Sociedade São Vicente de Paulo desde 1951 e estava envolvido em diversos projetos assistenciais, incluindo a criação do Centro de Formação Profissional em parceria com o SENAI.
Em 1972, foi convidado por Domingos Sávio Teixeira Lanna para compor como vice na chapa de Miguel Valentim Lanna à prefeitura de Ponte Nova. A candidatura veio sob a legenda da ARENA (Aliança Renovadora Nacional), partido que apoiava o regime militar vigente no país.
Eleito vice-prefeito, tomou posse em 31 de janeiro de 1973. Em seu discurso, manifestou confiança no desenvolvimento de Ponte Nova e no trabalho conjunto com o prefeito eleito. Durante o mandato como vice-prefeito, sua atuação foi discreta, com poucas oportunidades de demonstrar sua capacidade administrativa.

## Campanha e primeira eleição como prefeito
Em 1976, Antônio Bartolomeu foi indicado como candidato a prefeito pela ARENA 1, com apoio do deputado Domingos Sávio Teixeira Lanna e do então prefeito Miguel Valentim Lanna. A campanha focou na proposta de industrialização e urbanização da cidade, bem como na atenção às questões sociais.
Seu slogan "Queremos nossas indústrias com ele" demonstrava sintonia com o momento de desenvolvimento industrial que o estado de Minas Gerais vivia. A campanha foi descrita por contemporâneos como "limpa, transparente, bonita, sem ofender e nem atacar seus adversários".
No pleito de 15 de novembro de 1976, foi eleito com 6.740 votos, equivalente a 38% dos votos válidos, com vantagem de 2.860 votos sobre o segundo colocado. Seus adversários foram Hasenclever Tavares André (ARENA 2), Carlos Jardim de Resende (MDB 1) e Afrânio Felício da Cunha (MDB 2).

## Primeiro Mandato

### Início do Primeiro Mandato (1977 e 1978)
Tomou posse como 23º prefeito de Ponte Nova em 31 de janeiro de 1977. Em seu discurso, enfatizou as dificuldades que enfrentaria devido à limitação de recursos municipais e a crescente demanda por obras e serviços públicos. Reiterou seu compromisso com uma administração dinâmica e de "planos elevados", contando com a participação de toda a comunidade.

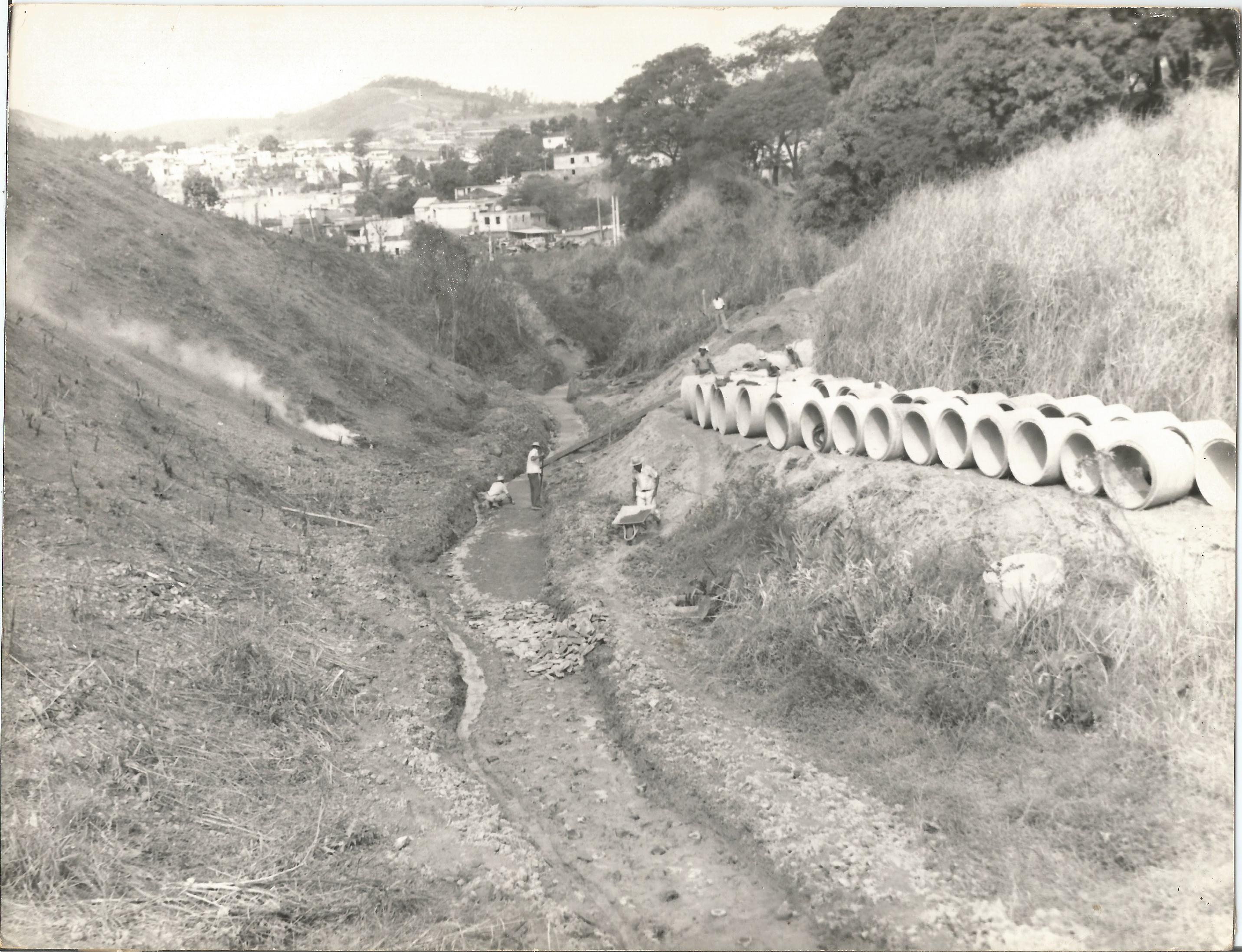
Construção da rede de água pluvial do bairro Triângulo.

Iniciou o mandato com projetos de infraestrutura urbana, dando prioridade à "operação tapa-buraco" para recuperar o calçamento danificado pelas chuvas. No bairro Palmeiras, realizou obra emergencial de saneamento básico, construindo um bueiro de mais de 20 metros de comprimento para substituir manilhões danificados.
Em 1978, com a contratação do engenheiro José Maurício Pereira para o departamento de obras, ampliou a realização de projetos focados em áreas periféricas e no distrito de Oratórios. Com a cooperação do deputado Domingos Lanna, implementou projetos como o plano de arborização da cidade e a ponte ligando os bairros Palmeiras e Triângulo, esta última com apoio do governador Aureliano Chaves.

### Enchentes de 1979

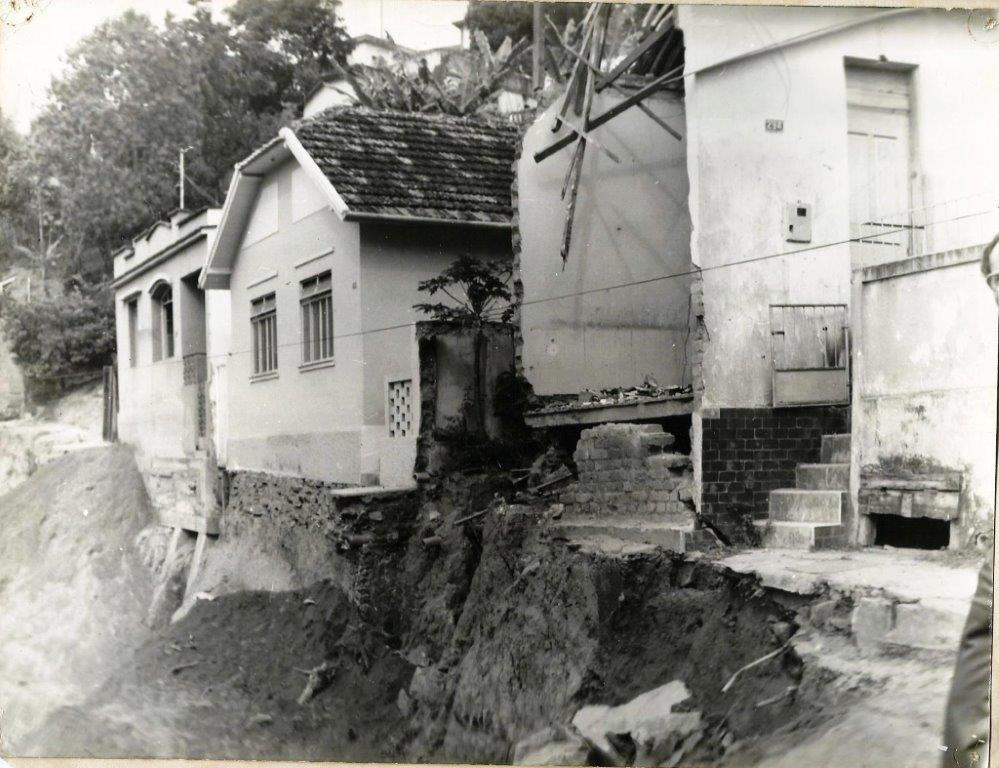
Deslizamento na Rua Vigário João Paulo.

O início de 1979 foi marcado por chuvas torrenciais que causaram severos danos a Ponte Nova. O Rio Piranga, que atravessa a cidade, transbordou, invadindo o comércio, residências e ruas, atingindo parte do centro histórico. Foram registrados mais de 2.000 desabrigados e 23 mortes, segundo o Jornal Estado de Minas. Antônio narra o acontecimento:

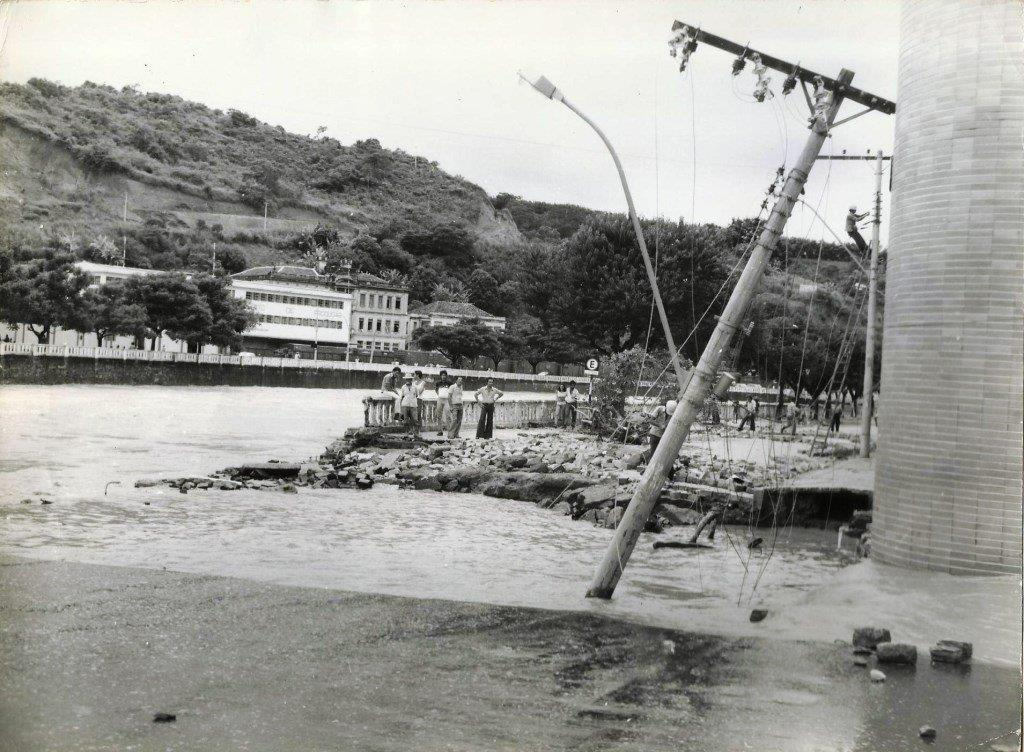
Tombamento do muro da Rua Arthur Bernardes.

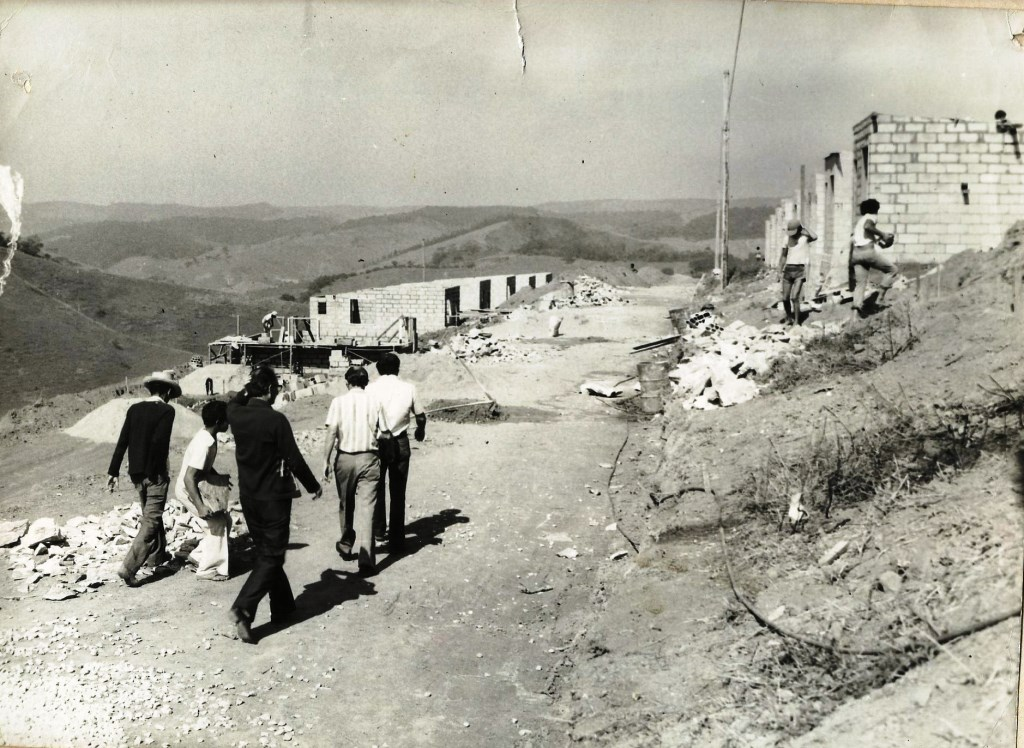
Construção das 127 casas para habitar as famílias desabrigadas.

"A cidade estava debaixo d'água, deslizamento de terra descendo como avalanche em todos os cantos, derrubando casas e as levando para dentro do rio. Certa noite, quase em desespero, telefonei para o Ozanan Coelho, que havia assumido o governo do Estado e narrei os acontecimentos. Ele então me disse: Prefeito, como está seu estado de espírito?' Informei a ele que o meu estava pesado, ao que ele, de maneira otimista e firme respondeu-me: 'Sei que a situação é muito difícil, mas não bambeia, não. Se você fraquejar, a comunidade não vai aguentar. Na época, eu já estava completamente aturdido e por mais que fizesse, a situação continuava triste. Era enchente por todo o município, a cidade no caos, o rio tomando conta dela. Ruas sumiram, casas caíram e outras ficaram penduradas nos barrancos, estradas rurais não permitiam o tráfego de veículos, a estrada para Belo Horizonte estava comprometida e, tudo isso, passou a ser um peso difícil de carregar. Senti na pele a pressão da comunidade à beira de sair das exigências para a revolta. Naquele momento, a fala do governador reafirmou a minha fé em Deus e, isso, me ajudou muito naquela fase tão difícil em que precisei ter muita fé e disposição para trabalhar. O governo do Estado disponibilizou verba, mas não o tanto que precisávamos, afinal ele precisava socorrer outras regiões do Estado de Minas atingidas pelas águas. Os recursos eram mais limitados. Durante a enchente não paramos de trabalhar para minimizar o sofrimento da comunidade pontenovense da maneira que era possível. Com a diminuição das chuvas, as águas começaram a baixar e o nosso trabalho passou a ser dia e noite para reconstruir a cidade. A área urbana ficou ressentida porque quando ainda se pode passar mesmo que fosse na 'pinguela', tudo bem. Mas quando precisava atravessar e nem 'pinguela' tinha, aí fica difícil. No início improvisávamos, porque não era possível erguer tudo que havia sido destruído de uma vez só, precisávamos estabelecer critérios, planejar, atender as prioridades. Por mais de quatro meses, sofri muito para estabelecer critérios. Sem prioridade, você não vai a lugar nenhum. Reuni o secretariado, algumas pessoas da comunidade para estabelecer rumos e começamos a trabalhar. Os recursos começaram a chegar. O Governo Ozanan Coelho enviou cinco milhões na época. Havia em torno de 150 famílias desabrigadas que foram instaladas provisoriamente no Parque de Exposições. Já tínhamos adquirido uma área para a Cohab fazer um Conjunto Habitacional. Mas, como a situação era de emergência, arranjamos cinco milhões, tratores e, rapidamente fizemos uma urbanização e levamos essas famílias para as 127 casas que construímos em tempo recorde”.
Entre as medidas tomadas, destaca-se a construção de 127 casas para abrigar as famílias desalojadas. O governo estadual liberou recursos de 5 milhões de cruzeiros para auxiliar na recuperação. Diversos setores da sociedade se mobilizaram em solidariedade, incluindo doações de comunidades vizinhas como Viçosa e apoio de entidades como a CAMIG (Companhia Agrícola de Minas Gerais).
A reconstrução exigiu o estabelecimento de prioridades, geralmente voltadas à população mais carente, o que gerou críticas de opositores que cobravam atenção a outras áreas menos urgentes.
Determinado radialista da cidade, por diversas transmissões, reclamou da condição de sua rua, que estava esburacada e não recebia atenção do prefeito. Cansado de ouvir tal reclamação, Márcio Bartholomeu, filho de Antônio, ligou para a rádio e disse ao radialista: "Você está preocupado com o buraco em sua rua? Não percebe que existem muitas pessoas sem ter onde morar?"

### Continuação do Primeiro Mandato (1979-1983)
Após amenizados os danos causados pela enchente, o prefeito retoma seus projetos. Foi ampliado o Terminal Rodoviário e novos postos de saúde foram construídos.
Antônio fora eleito para mandato de 4 anos, entre 1977 e 1980. Porém, a Emenda Constitucional n° 14, de 1980, estendeu os mandatos dos então Prefeitos, Vice-Prefeitos, Vereadores e Suplentes até 1983. Foi uma manobra política dos militares, que então comandavam o país a partir de uma ditadura.

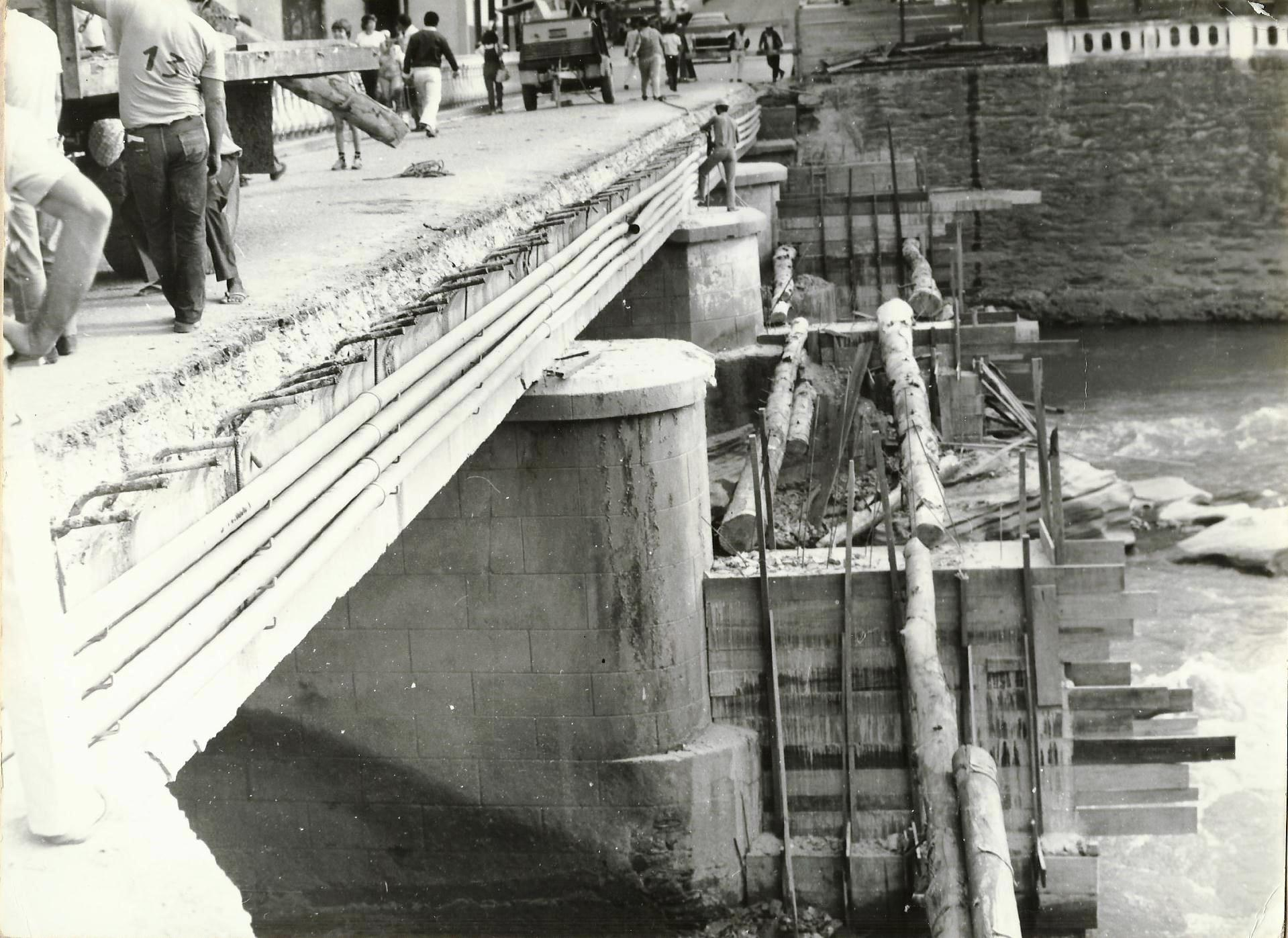
Alargamento da ponte Arthur Bernardes.

Desse modo, com 2 anos a mais de mandato à frente da prefeitura, foi capaz de entregar mais obras. Entre elas, a canalização do Vau-Açu, a ampliação do asilo municipal, a arborização do Parque Passa Cinco, o abastecimento de agua tratada nos bairros de Fátima, São Pedro, Novo Horizonte, Alto Palmeirense e Cidade Nova, arborização da cidade em geral e, em específico, da Avenida Beira-Rio, onde palmeiras imperiais se fazem presentes na atualidade e se tornaram parte da identidade visual da cidade. Houve obras de saneamento, abertura e ampliação de escolas, calçamento de diversas ruas e a criação do Distrito Industrial de Ponte Nova.
Em Oratórios, foram feitas diversas obras de infraestrutura. Drenagem de água pluvial, rede de esgoto, melhor qualidade de água, pavimentação, e uma grande praça para a igreja, contando com um canteiro central, bancos, gramados e área arborizada.
Antônio tinha alta taxa de sucesso em conseguir verbas extras de esferas superiores devido ao seu preparo. Sempre que pedia recurso, já havia preparado o projeto, e apresentava-o com convicção.

## Período entre mandatos (1983-1989)
Após deixar a prefeitura em 1983, Antônio Bartolomeu retornou às atividades empresariais na Bartofil. Durante este período, manteve-se atuante nas causas sociais e comunitárias que sempre caracterizaram sua trajetória, como o trabalho junto à Sociedade São Vicente de Paulo, à pastoral da Igreja Católica e a projetos educacionais como o SENAI.

## Campanha e segunda eleição
Em 1988, contrariando a opinião de familiares que temiam pelos desafios da vida política, Antônio Bartolomeu decidiu candidatar-se novamente à prefeitura de Ponte Nova pelo Partido da Frente Liberal (PFL). Ele descreveu esta decisão como "um chamado do qual não podia se esquivar".
Sua candidatura foi novamente apoiada por Domingos Lanna, e tinha como companheiro de chapa Edy Castanheira, da entidade que congregava os plantadores de cana da região. Enfrentou como adversários Ademir Ragazzi e João de Carvalho.
Durante a campanha, em 17 de outubro de 1988, enfrentou um momento particularmente difícil com o falecimento de seu genro, esposo de sua filha Auxiliadora. Apesar do abalo emocional, prosseguiu com a campanha por estar a menos de um mês da eleição.
Venceu o pleito com expressiva margem de votos. O jornal O Município de Ponte Nova descreveu a vitória como uma "guinada" na política local: "Acabou a era do polêmico Sette de Barros para iniciar a temporada do parcimonioso Bartolomeu. As grandes disputas e as violentas brigas cediam lugar às negociações e às conciliações".

## Segundo Mandato (1989-1992)

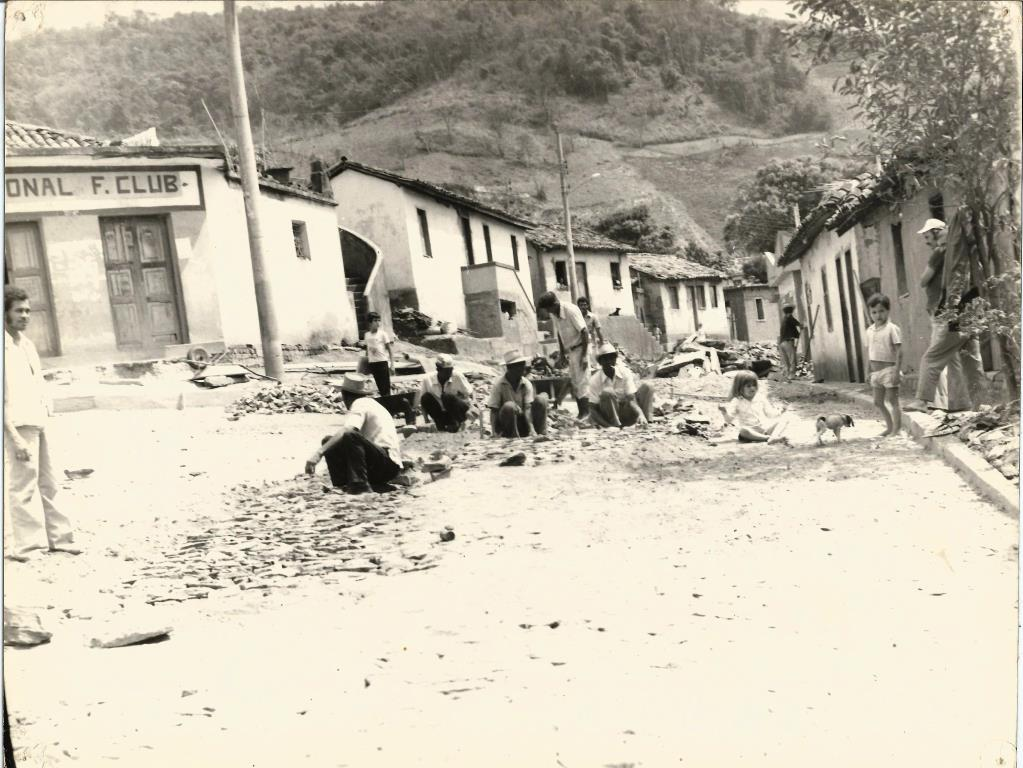
Pavimentação do Distrito do Pontal.

### Redução do próprio salário
Em dezembro de 1988, antes mesmo de assumir oficialmente o cargo, Antônio Bartolomeu tomou uma atitude incomum: solicitou à Câmara Municipal a redução de seu salário de Cz$4 mil para Cz$1,2 mil. O pedido foi aprovado por unanimidade pelos vereadores.
A medida foi justificada como forma de adaptar o salário à realidade local e aliviar a situação financeira difícil da prefeitura. O fato ganhou repercussão nacional, sendo registrado na Encyclopedia Britannica do Brasil (Eventos 1989, p. 75) e reportado pelo Jornal do Brasil, onde Antônio declarou: "Ser prefeito não é profissão, e não é cargo para fazer pé de meia. É preciso mudar a mentalidade de buscar esses cargos para obter vantagens pessoais."

### Aspectos gerais

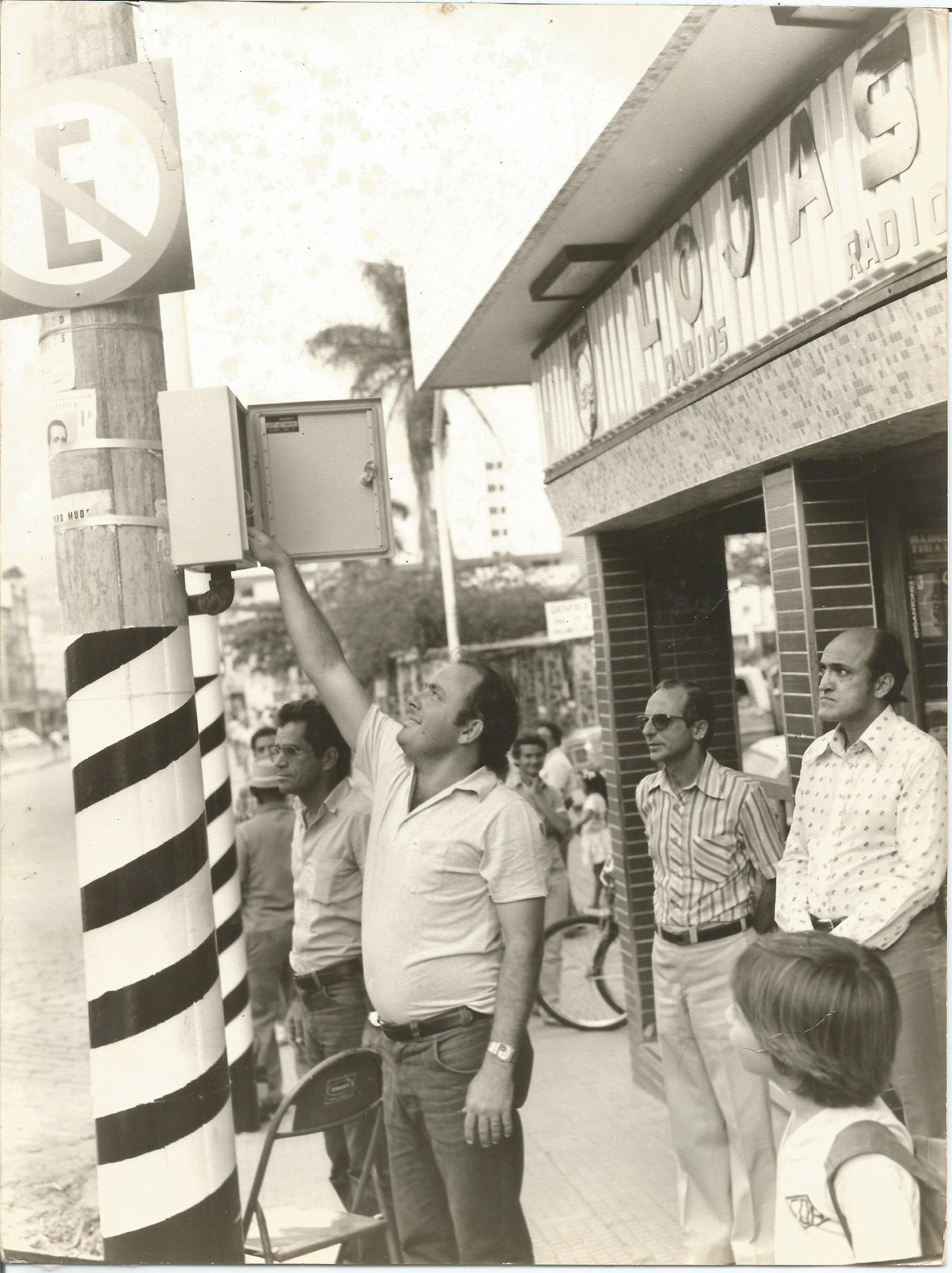
Implementação de semáforo em Ponte Nova.

Tomou posse como 25º prefeito de Ponte Nova em 1º de janeiro de 1989. Em seu discurso inaugural, enfatizou a necessidade de comprometer o desenvolvimento econômico com a ação social, buscando a participação de todos os segmentos da sociedade.
Ao assumir, encontrou a prefeitura em situação caótica, com veículos, máquinas e equipamentos em estado precário ou inoperantes. Como medida inicial, leiloou veículos considerados desnecessários, permanecendo apenas com uma "Brasília". Para recuperar máquinas e equipamentos essenciais, contou com a doação de empresários locais, incluindo familiares, que contribuíram com o equivalente a NCz$4,5 milhões.
Outro desafio foi o aumento salarial concedido ao funcionalismo pela administração anterior, variando de 50% a 150%, que criou dificuldades financeiras adicionais.
A economia do país estava destruída em meio ao Plano Collor, e o relacionamento da cidade com o governo estadual foi mais difícil, uma vez que Newton Cardoso, então governador, era rival de Domingos Lanna, aliado de Antônio.
Apesar das limitações econômicas e do contexto nacional de alta inflação e incertezas, a segunda gestão de Antônio Bartolomeu conseguiu implementar projetos na cidade, nas áreas ambientais, educacionais, na saúde e na infraestrutura. Assim, energia elétrica foi levada para áreas rurais que ainda não a possuíam, com mais de 60 postes de iluminação implementados na área rural e outros 26 em área urbana. A educação foi prioritária, recebendo acima dos 25% exigidos em lei. A área da cultura também foi valorizada, e Bartolomeu retomou a realização de festivais de MPB com grandes nomes da música brasileira, como Milton Nascimento, João Bosco e outros 20 artistas de renome nacional. Do mesmo modo, preservou a história municipal ao tombar importantes marcos de Ponte Nova, entre eles, o Hotel Glória.
Durante esta gestão, também foi construído um reservatório de água com capacidade para 300 mil litros no bairro São Pedro.
José Maurício relatou sobre a extensão de água tratada: "No dia em que Antônio terminou seu mandato, 100% das casas do município tinham água tratada e ligação de esgoto".

## Atuação social e filantrópica

### Sociedade São Vicente de Paulo
Ingressou na Sociedade São Vicente de Paulo (SSVP) em 1951, sendo chamado por compadre Atanásio Gonçalves dos Reis. Ocupou diversos cargos, incluindo presidente do Conselho Central de Ponte Nova.
Carlos Bartolomeu, seu irmão, descreve seu trabalho: "Na Sociedade São Vicente de Paulo, ele está presente desde rapazinho. Frequentava os morros ajudando as famílias, distribuía cobertores na época de frio".

### SENAI de Ponte Nova
Participou ativamente da criação do Centro de Formação Profissional do SENAI em Ponte Nova, em 1968, em parceria com Marcos Rodrigues Pereira e com apoio do deputado Pedro Maciel Vidigal. O Centro foi criado em convênio entre a Prefeitura Municipal, a Sociedade São Vicente de Paulo e o SENAI-MG.
Adalberto Luís Ferreira, atual presidente do SENAI, lembra: "Eu tinha quatorze anos quando tomei conhecimento da escola do SENAI aqui em Ponte Nova".

### Trabalho prisional
Desenvolveu trabalho voluntário junto aos presidiários de Ponte Nova, promovendo atividades ocupacionais e educativas. Therezinha, sua filha, descreve: "Meu pai acha que é preciso fazer alguma coisa pelos presos. Ele sempre diz que a pessoa não se resume ao erro que cometeu. Diz que cabe somente a Deus julgá-la, não ao homem."
Sônia Guimarães Gonçalves, companheira no trabalho prisional, comenta: "Eu, meu marido e o Antônio trabalhamos há mais de onze anos na cadeia pública como voluntários".
Devoto dos ensinamentos católicos, participou da Pastoral Carcerária e do Conselho Municipal de Segurança Pública e Integração Social (Consepis), do qual foi vice-presidente. Também deu apoio a centros de recuperação de dependentes químicos.
Desde a década de 70, todos os presidiários encarcerados no Complexo Penitenciário de Ponte Nova recebem, na véspera do Natal, um panetone cada. Apesar de não divulgar o ato, é de conhecimento geral que esta é uma doação realizada anualmente por Antônio.

## Vida familiar

### Origens familiares
A história da família Bartolomeu se inicia no sul da Itália. Em 1860, seus bisavós, Miguel Bartolomeo e Angiola Pataro, se casaram, na cidade de Latronico. Dessa união, nasceu Antonio Vicenzo Bartolomeo. Antonio Vicenzo, por sua vez, casou-se com Leonilda Conti em 1890, italiana de família rica. Em meio ao incômodo causado pela diferença social entre as famílias, o casal decide se mudar para o Brasil. Na época, o governo brasileiro adotava políticas para incentivar a imigração, algo que os incentivou a escolher o país como sua futura morada.
A família de Antonio Vicenzo teve sete filhos, incluindo Francisco Bartolomeu, pai de Antônio Bartolomeu, e Miguel Bartolomeu, fundador da Tambasa Atacadistas. Outro descendente notável da família Bartolomeu é Eduardo Bartolomeo, CEO da Vale S.A entre abril de 2019 e setembro de 2024.

### Casamento e filhos
Em maio de 1949, Antônio conheceu Maria José Raimundi, uma jovem da fazenda Emparedado, próxima à Usina do Brito, filha de Pedro Raimundi e Elisa Gonçalves Raimundi. O encontro ocorreu em Ponte Nova, onde Maria José passava alguns dias com sua irmã Irene. A proximidade entre suas residências permitia que se vissem com frequência, e a amizade gradualmente evoluiu para namoro.
Casaram-se em 24 de maio de 1950, após um noivado de aproximadamente seis meses. Iniciaram a vida conjugal em uma casa simples no bairro Palmeiras, em Ponte Nova, próxima ao estabelecimento comercial. Inicialmente, dividiram o lar com três irmãos mais novos de Antônio: Zezé, Umberto e Efigeninha, que estudavam e trabalhavam na cidade. 
O casal teve sete filhos: Maria Auxiliadora, Elysio, Francisco Mauro, Therezinha Maura, Márcio, Maria Beatriz e Jacqueline.

### Desafios familiares
Em 1958, quando Mauro tinha aproximadamente um ano e oito meses, foi acometido por uma doença inicialmente diagnosticada como poliomielite, mas que anos depois foi identificada como encefalite. A condição deixou sequelas permanentes, com parte do cérebro atrofiada, exigindo cuidados especiais ao longo de toda a vida. A família buscou tratamento em diversos centros médicos, incluindo o Hospital das Clínicas de São Paulo, mas os especialistas indicaram que não havia possibilidade de recuperação completa.
Antônio e Maria José dedicaram-se intensamente aos cuidados de Mauro, mantendo-o integrado à rotina familiar. Com o avançar da idade, contrataram cuidadores para auxiliar no atendimento de suas necessidades específicas, mas sempre permaneceram próximos e presentes em sua vida.
Em 17 de outubro de 1988, durante sua campanha para o segundo mandato como prefeito, Antônio perdeu seu genro Rogério Mendes de Souza, esposo de sua filha Auxiliadora e pai de sua neta Celina, então com quatro anos. Rogério faleceu de infarto fulminante pouco tempo após passar por uma cirurgia cardíaca.
Em 12 de maio de 2008, Antônio enfrentou outro momento doloroso com a perda de seu filho Elysio. Apesar de sua personalidade extrovertida e papel ativo nos projetos sociais e políticos do pai, Elysio teve problemas de saúde decorrentes de hábitos como tabagismo e consumo excessivo de álcool, que eventualmente contribuíram para sua morte aos 55 anos devido a complicações pulmonares.
Em 2004, o próprio Antônio enfrentou um grave problema de saúde, sofrendo um infarto que exigiu sua hospitalização em Ponte Nova e posterior transferência para Belo Horizonte, onde passou por procedimento para colocação de stent. O episódio foi descrito como "um verdadeiro milagre" por seu irmão Carlos, considerando que o entupimento em sua veia coronária chegou a 95%. Em 2009, sofreu uma hemorragia causada por diverticulose, que exigiu transfusão de sangue e exames invasivos.

## Sequestro e o falso sequestro
Em 1972, ao chegar de Belo Horizonte, Antônio foi abordado por dois bandidos, que anunciaram o assalto e exigiram seu dinheiro. Após entregar os Cr$1.200,00 que tinha no bolso, mandaram que ele entrasse no banco de trás de seu carro. Assim que entraram, Antônio ofereceu doces aos assaltantes, que prontamente aceitaram. Ao passarem pelo bairro Pacheco, ainda em Ponte Nova, mandaram Antônio descer e não avisar ninguém, prometendo devolver o carro em Ouro Preto no dia seguinte, caso mantivesse o acordo.
Chegando em casa, informou o ocorrido ao seu irmão Zezé, e não acreditando na palavra dos assaltantes, foram até a delegacia de polícia. Imediatamente, a polícia foi atrás dos assaltantes no carro de Zezé. Antônio conta que os três policiais estavam fortemente armados com metralhadoras.
Ao chegar em Cachoeira do Campo, acreditando que não encontrariam os bandidos, decidiram voltar. Na volta, no trevo de Acaiaca, avistaram muitos policiais militares. Os policiais, então, informaram Zezé, equivocadamente, que Antônio ainda estava com os assaltantes. Durante a perseguição promovida por Antônio, Zezé e os policiais, os criminosos foram, na verdade, roubar um bar em Acaiaca. Eles, então, foram perseguidos pelo delegado, e, em decorrência do tempo chuvoso e da subsequente pista escorregadia, perderam o controle do carro e fugiram pelo matagal. Zezé, então, informou aos policiais que Antônio não estava na posse dos criminosos, mas em segurança no seu carro.

## Últimos anos e morte
Em seus últimos anos, parte de seu trabalho significativo incluiu o apoio à Fundação Menino Jesus. Irmã Zélia, diretora da instituição, afirma: "Sr. Antônio acredita muito em nosso trabalho. Ele sempre participa das celebrações".
Antônio Bartolomeu faleceu no dia 5 de julho de 2023, às 08:10, em Ponte Nova. Estava internado no Hospital Nossa Senhora das Dores, hospital do qual foi vice-provedor, benfeitor e integrante da Irmandade gestora.
O então presidente honorário do Conselho de Administração da Bartofil faleceu em decorrência de insuficiência cardíaca, insuficiência respiratória e pneumonia.

## Homenagens póstumas
Seu corpo foi velado na Câmara Municipal de Ponte Nova, e estima-se que o número de pessoas que compareceram se aproxime de mil. Após o velório, houve longo cortejo com destino ao Cemitério Municipal, durante o qual seu caixão foi transportado acima de um caminhão do Corpo de Bombeiros. Longos aplausos foram ouvidos ao passar em frente ao escritório da Bartofil. Por onde passava, era saudado com flores e palmas.

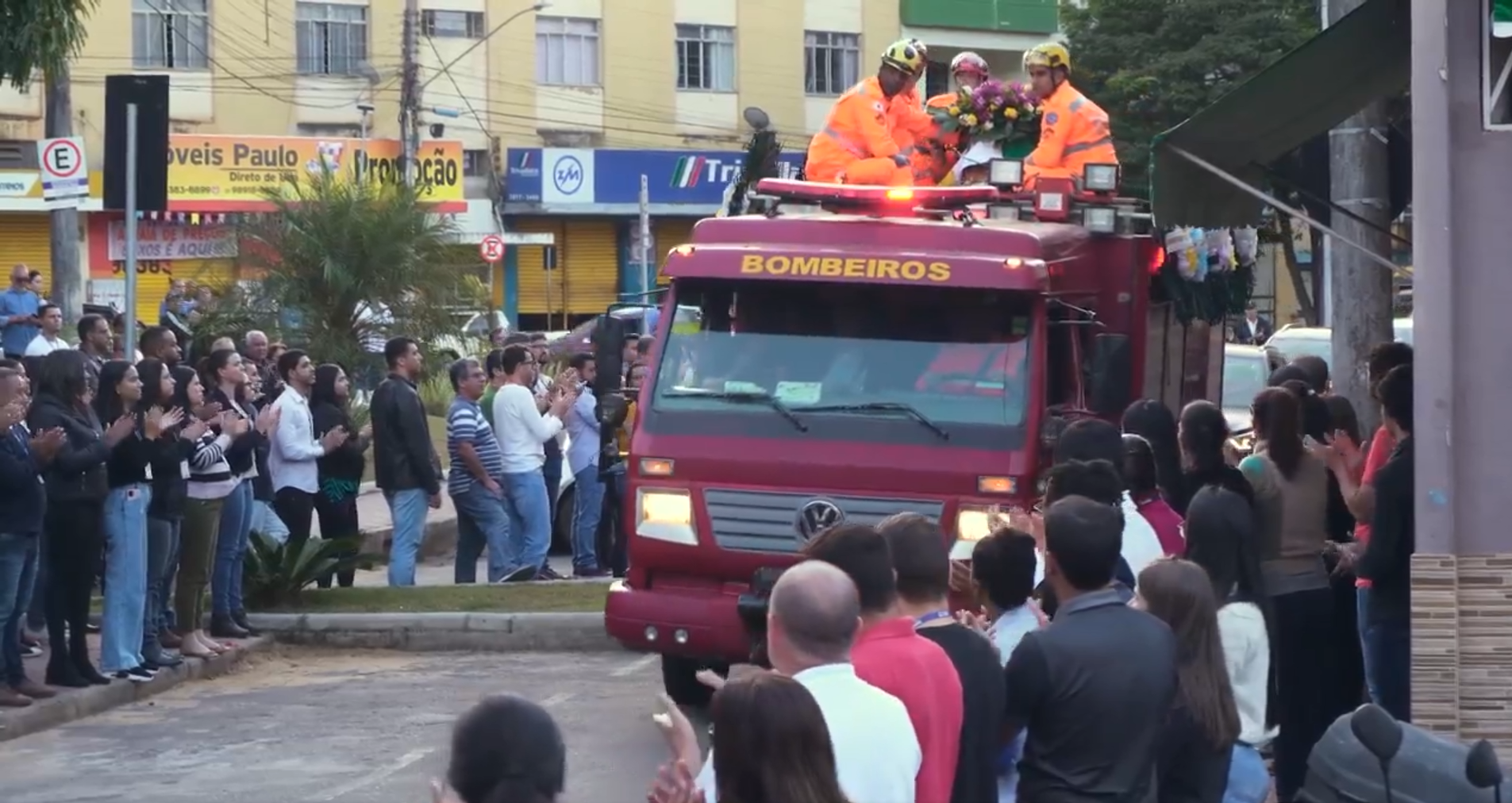
Antônio homenageado em frente à Bartofil.

Os Poderes Executivo e Legislativo de Ponte Nova decretaram luto oficial de três dias, em homenagem.
No dia posterior ao falecimento, durante a 48ª reunião ordinária da 1ª sessão legislativa ordinária da 20ª legislatura da Assembleia Legislativa de Minas Gerais, a pedido do deputado estadual Adriano Alvarenga, foi deferido 1 minuto de silêncio em homenagem à Bartolomeu.
Seu projeto de arborização das margens do Rio Piranga na Beira-rio, em 1980, responsável por plantar diversas árvores que atualmente são parte da identidade municipal, se tornou, segundo a Lei Municipal nº 4.733, de 06 de outubro de 2023, o Bosque Antônio Bartolomeu. Esta lei é de autoria da vereadora Aninha da Fizica.
Outro de seus projetos, o Anel Rodoviário de Ponte Nova, também tende a ser denominado em sua homenagem. O deputado estadual Thiago Cota propôs o PL 1.374/2023, que visa denominar tal Alça do Anel Rodoviário como "Alça do Anel Rodoviário Prefeito Antônio Bartolomeu".
Em reconhecimento à sua dedicação, a agência do Sicoob Credimepi em Ponte Nova foi nomeada "Espaço Cooperativo Antônio Bartolomeu Barbosa". Em março de 2025, a Guarda Mirim de Ponte Nova lançou o "Programa de Cursos Profissionalizantes Antônio Bartolomeu" em sua homenagem.

## Honrarias
Antônio recebeu dezenas de condecorações ao longo de sua vida. As principais incluem:
- Medalha da Ordem do Mérito Legislativo pela Assembleia Legislativa de Minas Gerais (1987)
- Medalha do Mérito Santos-Dumont (1990)[100][8]
- Medalha da Inconfidência (2010)[101]
- Título "Companheiro Paul Harris" da Rotary International (1997)